# Zespół pałacowo-parkowy Klemensów-Park

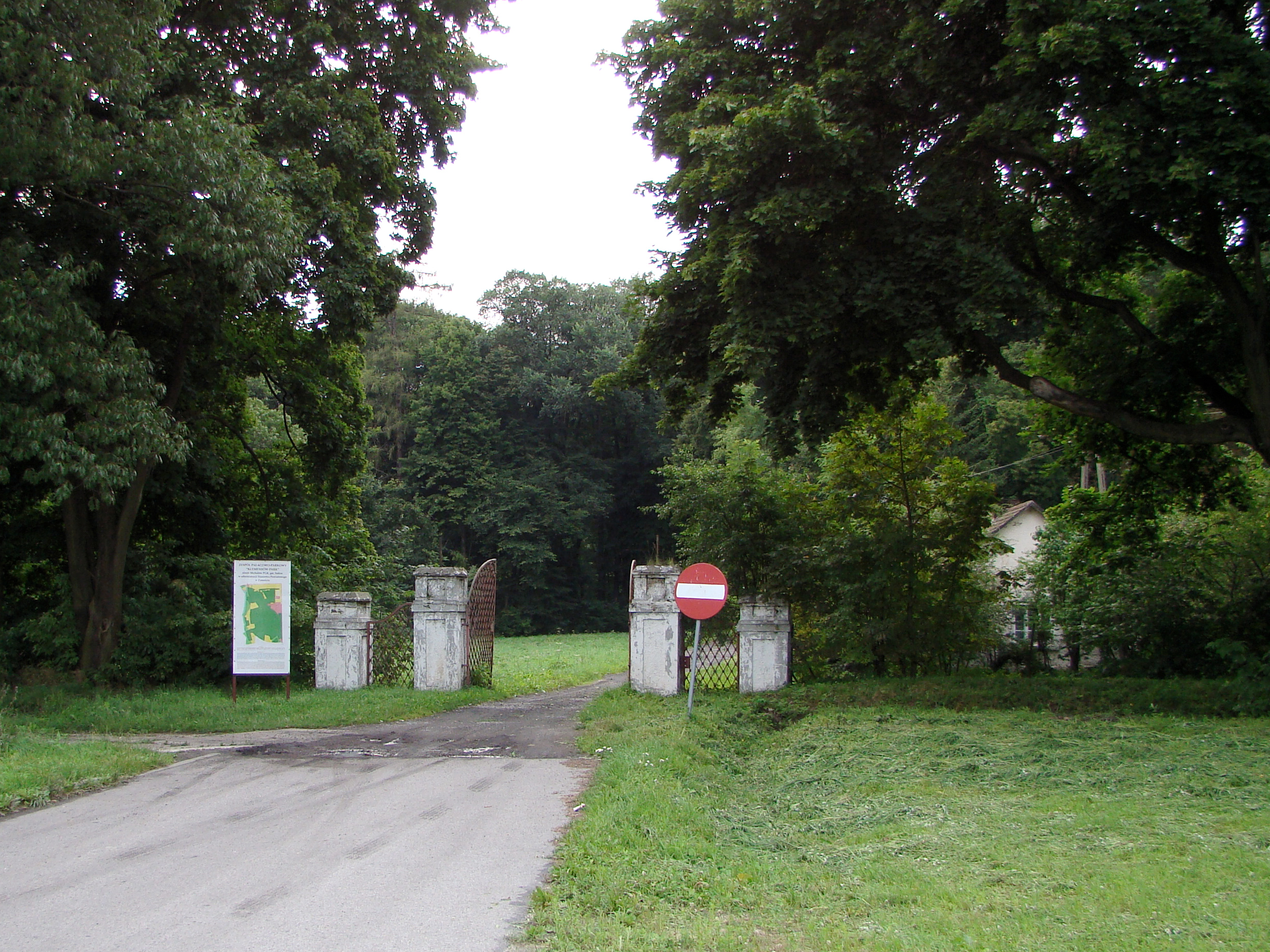
Wjazd na teren pałacowo-parkowy od strony wsi Bodaczów (od południa)

Zespół pałacowo-parkowy Klemensów-Park – barokowy pałac powstały wraz z parkiem w latach 1744-1746 we wsi Michalów (koło Szczebrzeszyna), zbudowany z inicjatywy Teresy Zamoyskiej, z myślą o przyszłym potomku, którym okazał się Klemens Jerzy Zamoyski – stąd też nazwa pałacu rodziny Zamoyskich.
Najstarszą część pałacu według projektu Jerzego de Kawe oraz Andrzeja Bema wzniósł Jan Columbani. Pałac był rozbudowywany przez Henryka Ittara w latach 1810-1813 i następnie przez Henryka Marconiego w latach 1826-1841. Początkowo był letnią rezydencją Zamoyskich, a od 1809 r. ich główną siedzibą aż do 1941 r. Przy pałacu istniała również kaplica oraz budynek oranżerii.
W czasie II wojny światowej budynek na kwatery zajęli Niemcy z pobliskiego lotniska, natomiast w 1944 r. urządzili tam szpital polowy. Od 1945 r. majątek upaństwowiono. We wnętrzach zachowały się zabytkowe kominki, główna klatka schodowa i zabytkowe wyposażenie biblioteki, z którego zachowały się regały na książki – były wbudowane na stałe w ściany i nie dało się ich wynieść. Większość książek z ogromnego księgozbioru (14 tysięcy pozycji w tym 5 tysięcy starodruków) trafiła do Biblioteki im. Łopacińskiego w Lublinie. Pałac posiadał również bogatą galerię malarstwa zrabowaną w znacznej części przez wojska sowieckie we wrześniu 1939 r., a następnie przez Niemców. Reszta wyposażenia została przeniesiona do muzeum w Kozłówce i Zamościu.
Po wojnie w pałacu mieścił się dom pomocy społecznej, jaki ostatecznie przeniesiono do Szczebrzeszyna, bowiem tutejsze warunki nie odpowiadały normom unijnym. Ponieważ pomieszczenia mają układ amfiladowy, pałac nie bardzo nadaje się także na hotel.  Wokół znajdują się zabudowania gospodarcze oraz obszerny park (100 ha) w stylu angielskim z licznym, wielogatunkowym starodrzewem. Wśród egzotycznych roślin występują: surmia zwyczajna, magnolie, orzech czarny, sosna wejmutka, budynek porasta milin).
Rodzina Zamoyskich, potomków ostatniego ordynata, starała się o odzyskanie tego pałacu.
W 2013 roku kręcono tu zdjęcia do filmu Ida.
W 2017 roku pięcioro dzieci Jana Zamojskiego, ostatniego ordynata Ordynacji Zamojskiej, zakupiło pałac od Skarbu Państwa. Nieruchomość została im sprzedana w trybie bezprzetargowym i z bonifikatą w wysokości 99,01% ceny, czyli za 87 600 zł brutto. Aby nie utracić bonifikaty, Zamoyscy muszą rozpocząć remont pałacu i proces zagospodarowania parku w ciągu 3 lat a przez 10 lat od zakupu nie mogą sprzedać nieruchomości.

## Zabytki
Do rejestru zabytków wpisany jest:
- zespół pałacowy:
  - pałac,
  - oranżeria, dawniej kościół pw. Najświętszego Serca Jezusowego,
  - dom emerytów, tzw. Biała Oficyna,
  - Czerwony Domek
  - park (nr rejestru A/87/316, decyzja z dnia 10.05.1967).